# Adam Gołąb
Adam Gołąb (ur. 9 sierpnia 1968 w Sieradzu) – polski koszykarz występujący na pozycjach obrońcy, reprezentant Polski.

## Osiągnięcia
Klubowe
- 4-krotny wicemistrz Polski (1987, 1988, 1990, 1992)
- Brązowy medalista mistrzostw Polski (1993)
- Finalista Pucharu Polski (1992)
- Awans do PLK z Polpakiem Świecie (2005)[1]

Indywidualne
- Uczestnik meczu gwiazd PLK (1995)[2]
- Finalista konkursu rzutów za 3 punkty PLK (1995)[3]
- Lider I ligi w skuteczności rzutów wolnych (2006 – 88,2%)[4]

Reprezentacja
- Uczestnik kwalifikacji do mistrzostw Europy (1997)[5]